# Julius Eichelbaum
Julius Jakob Eichelbaum (* 5. April 1850 in Insterburg, Provinz Ostpreußen; † 22. Juli 1921 in Leipzig) war ein deutscher Reichsgerichtsrat.

## Leben
Julius Eichelbaum studierte an der Albertus-Universität Königsberg Rechtswissenschaft und wurde 1868 Mitglied der freien Landsmannschaft Littuania. 1894 gehörte er zu den Litauern, die sich als neues Corps Littuania dem Königsberger Senioren-Convent anschlossen. Der Preuße wurde 1872 vereidigt und 1878 zum Kreisrichter ernannt. Seit 1883 Amtsrichter, wurde er 1890 zum Landrichter und 1891 zum Landgerichtsrat ernannt. 1894 wurde er an das Kammergericht berufen. In Berlin stand er im engen Kontakt zum Soziologen Georg Simmel. 1904 kam er an das Reichsgericht. Neujahr 1920 trat er in den Ruhestand. Zwar evangelisch getauft, galt Eichelbaum bei den Antisemiten als „jüdischer Jurist“.
Er war mit Käthe, einer Großnichte Ludwig Herzfelds verheiratet. Später heiratete er Margarethe Bushenius (1854–1915). Er hatte drei Töchter und den Sohn Ernst Theodor Eichelbaum. Der Rechtsanwalt beim Reichsgericht Martin Meyerowitz war mit Helene, einer Nichte Eichelbaums verheiratet.